# Hapouseneb
Hapouseneb est une figure marquante du règne d'Hatchepsout, la grande épouse royale, devenue régente puis couronnée roi sous le nom de Maâtkaré (XVIIIe dynastie). Premier représentant du clergé d'Amon, il compte parmi les grands favoris de la souveraine après Sénènmout. 
Sa présence dans la plupart des grands événements et des voyages du règne atteste sa loyauté à la souveraine qui le couvrit d'honneurs. 

## Généalogie

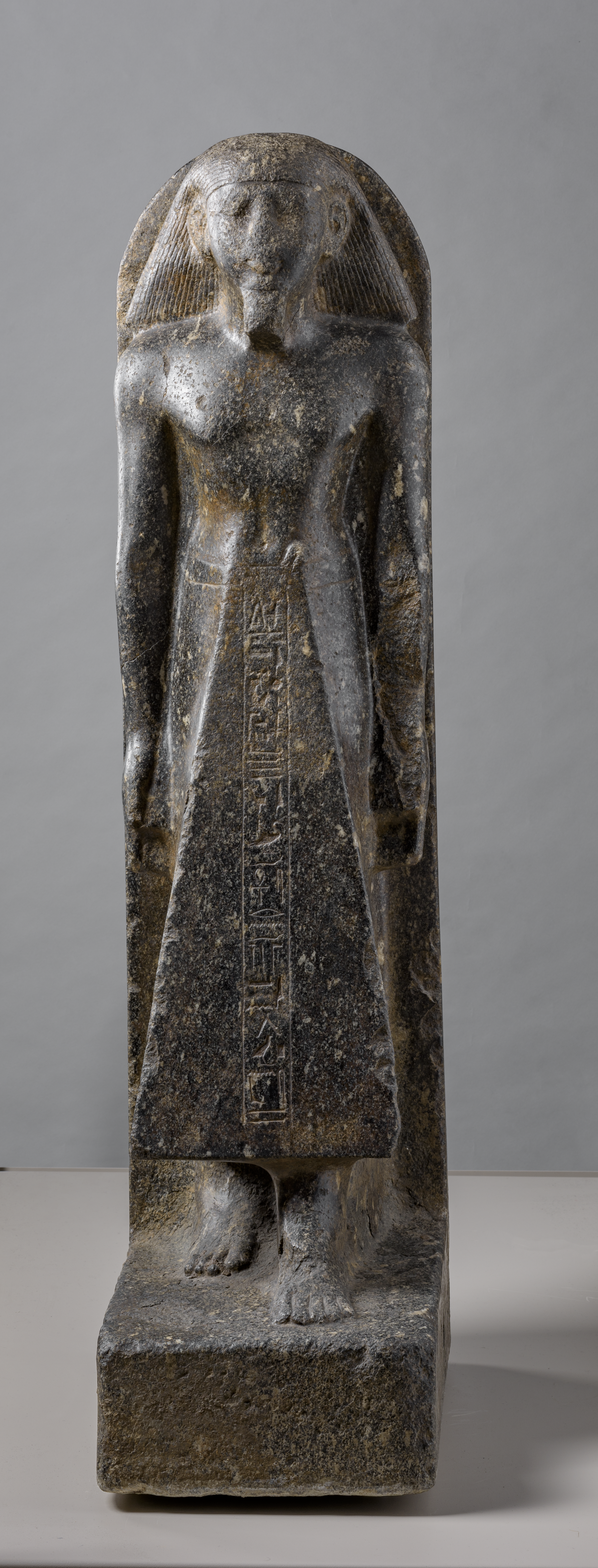
Statue de Hapou, père de Hapouseneb et troisième prêtre lecteur d'Amon. Museo Egizio, Turin.

Hapouseneb est le fils d'Hapou, prêtre aux mains pures, troisième prêtre lecteur d'Amon, rang intermédiaire de la hiérarchie cléricale. Sa mère, quant à elle, est la dame Ahhotep, d'une famille de dignitaires importants ; elle est « nourrice royale ». Petit-fils d'Imhotep, vizir sous Thoutmôsis Ier, il fait certainement très tôt partie de l'entourage royal. Il est marié à une femme du nom d'Amenhotep.
Sa fille Seniseneb, divine adoratrice d'Amon et chanteuse du temple de Thoutmôsis III est l'épouse du second prêtre d'Amon, Puyemrê.

## Carrière et dignités
Hatchepsout, veuve de Thoutmôsis II et régente pour son beau-fils et neveu Thoutmôsis III, put s'appuyer sur des assistants et des ministres efficaces et fidèles, qui lui permirent de conserver le pouvoir pendant presque vingt ans.
Nommé grand prêtre d'Amon, Hapouseneb offre le soutien du puissant clergé du dieu dynastique, à Thèbes. Il occupe la charge de vizir du royaume, premier à cumuler de hautes fonctions à la fois civiles et religieuses. Cette concentration des pouvoirs inaugure une pratique qui allait progressivement se systématiser au sein de quelques grandes familles de dignitaires, mettant finalement l'autorité royale en péril à la fin du Nouvel Empire. 
Son titre de vizir n'est cependant que peu mentionné sur les inscriptions le concernant, pouvant indiquer une fonction occupée temporairement. La reine confia en outre le vizirat à un autre dignitaire, fondateur d'une grande famille d'administrateurs, Ahmosé dit Âmtou. En l'an V du « règne », avant le couronnement d'Hatchepsout, un autre personnage encore, Ouseramon, le propre fils d'Amtoû est, selon le texte d'un papyrus, nommé vizir par Thoutmôsis III. Ces faits ne nous permettent pas d'établir un « ordre » clair entre ces différents vizirs, peut-être un reflet de cette période trouble, où Hatchepsout et Thoutmôsis III occupent tous deux le haut de la pyramide de l'État.
Hapouseneb reçut également la dignité de « directeur de tous les prêtres du Sud et du Nord », affermissant encore son influence, et affirmant la primauté du dieu Amon sur les autres divinités d'Égypte.
Il installe son frère en qualité de scribe du trésor d'Amon. 
Hatchepsout abandonne la construction de son premier tombeau après son couronnement, lui préférant un site plus conforme à son nouveau statut dans la vallée des Rois ou son père Thoutmôsis Ier avait été le premier à y être inhumé. Hapouseneb est nommé directeur des travaux, qui débutèrent en l'an VII du règne. En tant que premier pontife de Karnak, les ouvrages ordonnés par Hatchepsout dans l'enceinte du temple durent être au centre des préoccupations d'Hapouseneb, comme l'installation des obélisques, le nouvel agencement du « Palais de Maât », mais surtout, l'édification du huitième pylône sur l'axe nord-sud, perpendiculaire à celui du temple lui-même.
Il participe également à la construction du temple funéraire de Deir el-Bahari, dont l'édification se faisait sous la direction de Sénènmout. 
Dans son tombeau, il est représenté lors de l'importante expédition envoyée vers l'an VIII par la reine pour le pays de Pount et dirigée par le chancelier Néhésy. S'il ne fit peut-être pas le voyage en personne, il participa en tous cas, en tant que proche et conseiller de la reine, à la préparation de cette aventure, et à la réception des multiples présents ramenés de cette terre lointaine et offerts au domaine d'Amon dont il avait la charge.
Une inscription dans cette tombe fait l'éloge du grand pontife, nous éclairant davantage sur certains traits de sa personnalité, et soulignant son importance :
« Le noble, le prince, qui s'approche du corps divin, dont les faveurs sont stables et grand l'amour qu'il inspire, qui rend éminent le palais royal, le savant, initié aux mystères de l'Ennéade divine… supérieur des secrets des deux uroei, le directeur des plus hautes charges, le grand prêtre d'Amon, Hapouseneb. »

## Sépulture
Hapouseneb fait édifier sa tombe (TT67), de dimensions plutôt importantes, à Cheikh Abd el-Gournah. Mais comme beaucoup de hauts dignitaires de cette période, il se fait également construire un cénotaphe dans les collines du Gebel Silsileh, au sud de Thèbes.